# Le roi boit (Jordaens, Saint-Pétersbourg)
Pour les autres tableaux de Jordaens sur le même sujet, voir Le Roi boit (Jordaens).
Le Roi des haricots ou Le Roi boit est un tableau peint à l'huile par l'artiste flamand Jacob Jordaens. Il fait partie de la collection du musée de l'Ermitage.

## Sujet
Le tableau représente la fête de l'Épiphanie, célébrée le 6 janvier, lors de laquelle la galette des rois est servie aux convives. Celui qui tombe sur la fève qu'elle contient est proclamé le roi des haricots et dirige les festivités. Les commensaux crient alors : « Le roi boit ! Vive le roi ! », d'où le nom du tableau.

## Description
En plus d'une scène de fête, le tableau contient également des allusions à des proverbes flamands et hollandais. Les compilateurs du catalogue scientifique de la peinture flamande de la collection du musée de l'Ermitage, N. P. Babina et N. I. Gritsaï, donnent l'interprétation suivante du sujet :

« L'image du chien faisant l'aumône au garçon fait allusion au dicton "Res immoderata cupido est" ("L'amour n'a pas de mesure"). Le joueur de cornemuse qui gonfle ses joues est probablement l'équivalent pictural du proverbe flamand "Met een goed gevulde buik wil het zinger beter Iukken" ("On chante mieux le ventre plein"). La nature morte de la tableau se limite à l'image d'un jambon fumé sur un plat et d'un bol en porcelaine avec du beurre. Les deux images, évidemment, peuvent être considérées comme des symboles de la gloutonnerie, l'un des sept péchés capitaux. »

L'historien de l'art Mikhaïl Sokolov (ru) fait remarquer que « manger la fève, symbole d'un germe de vie, a pour but d'assurer la fertilité au moment de la mort hivernale des champs ». Il ajoute que ce tableau marque le « début autobiographique, familial, intime, personnel » de l'artiste.
La cheffe du secteur de la peinture des XIIIe – XVIIIe siècles du Département d'art d'Europe occidentale du musée de l'Ermitage, Natalia Ivanovna Gritsaï, décrit le tableau comme suit :

« En tant que coloriste, Jordaens se révèle ici dans tout l'éclat de sa maturité. Ses couleurs, sans perdre leur tonalité, acquièrent un ton velouté plus profond et s'enrichissent de nombreuses nuances. L'artiste subordonne maintenant les taches individuelles de couleur vive à un ton général, adoucissant et, pour ainsi dire, dissolvant, brun doré. Il traduit la densité, l'élasticité, la matérialité des formes non par de puissants coups pâteux de peinture grasse, mais par de douces transitions de couleurs, recourant au glacis. »

## Travail préparatoire

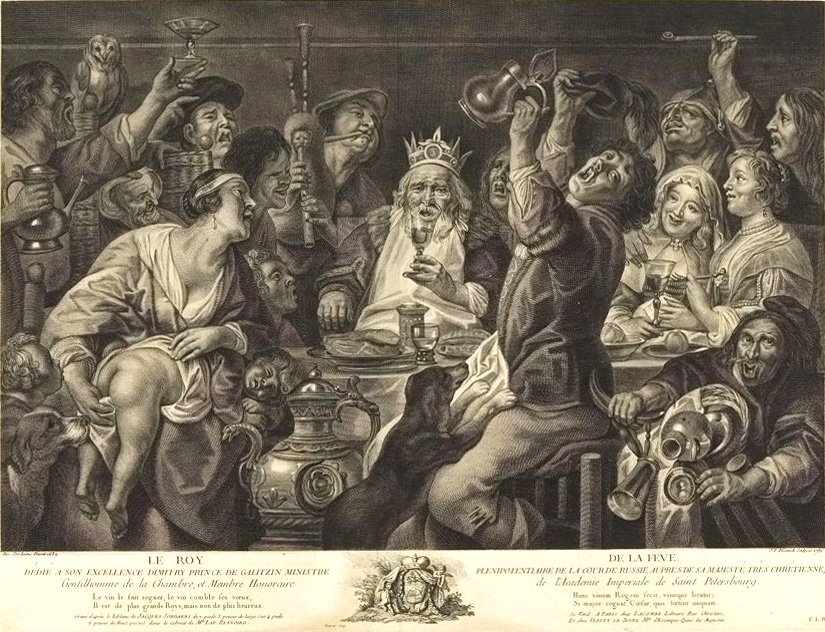
Gravue de J. F. Poletnich sur base du dessin de Jordaens, au musée Fogg de Harvard.
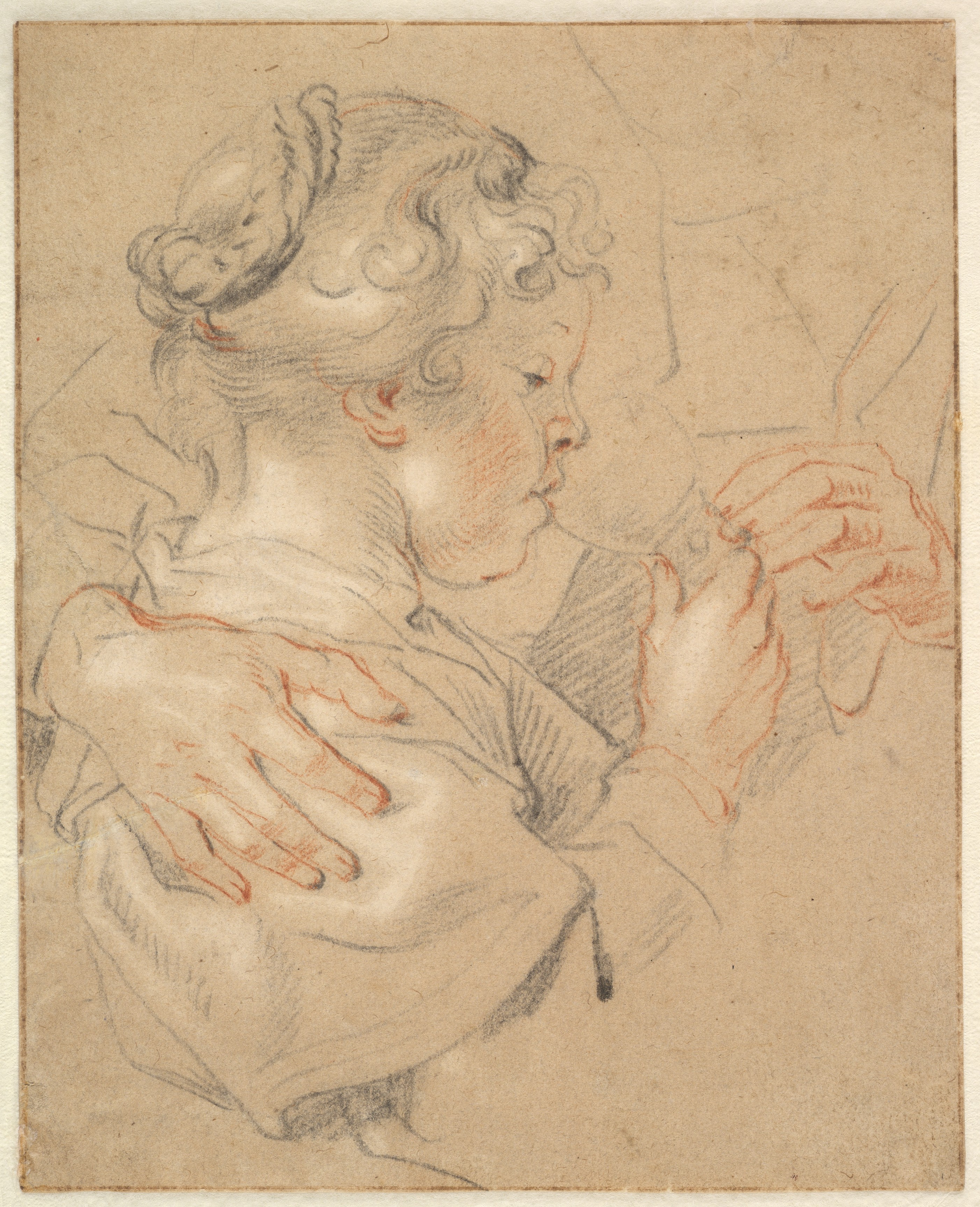
Dessin préparatoire de la fille au Metropolitan Museum of Art de New York

Le dessin préparatoire de Jordaens pour ce tableau est conservé au Musée Royal des Beaux-Arts d'Anvers. Il contient l'inscription « In Een Vry Gelarh ist goet Gast syn » (traduction : « Il est bon d'être invité à un festin gratuit »). Initialement, le dessin a été réalisé à la pierre noire et servait de modèle au tableau. Par la suite, Jordaens l'a retravaillé considérablement à l'aide de sanguine, d'aquarelle et de gouache, en collant certaines des figures des personnages et en en dessinant de nouvelles par-dessus. La version finale a servi de modèle à la gravure de 1769 de Jean-François Poletnich (d), dans la collection du musée Fogg de Harvard (37,9 × 57 cm, numéro d'inventaire R 3703). Dans le dessin final, Jordaens a inscrit la date de 1639 : c'est pourquoi le tableau lui-même est daté d'environ 1638.
Un dessin préparatoire représentant le vieil homme avec un verre à la main est réalisé à la sanguine et à la craie noire et blanche, il est conservé à l'Institut néerlandais, à Paris.
Il existe deux dessins différents représentant la fille buvant dans un verre. L'un se trouve au musée Herzog Anton Ulrich de Brunswick ; l'autre a été vendu aux enchères chez Sotheby's le 6 juillet 2010, où il a été acheté par la Fondation Frits et Rita Markus, puis donné au Metropolitan Museum of Art de New York en 2012. Ce dessin a des dimensions de 18,6 × 15 cm et est répertorié sous le numéro 2012.142 dans le catalogue du musée.

## Modèles
Le beau-père de Jordaens, Adam van Noort, a servi de modèle pour la figure du roi, tandis que la reine serait la fille de l'artiste, Elizabeth. Le peintre s'est lui-même représenté sous les traits de l'homme se tenant derrière le roi et la reine, soulevant une cruche.

## Provenance

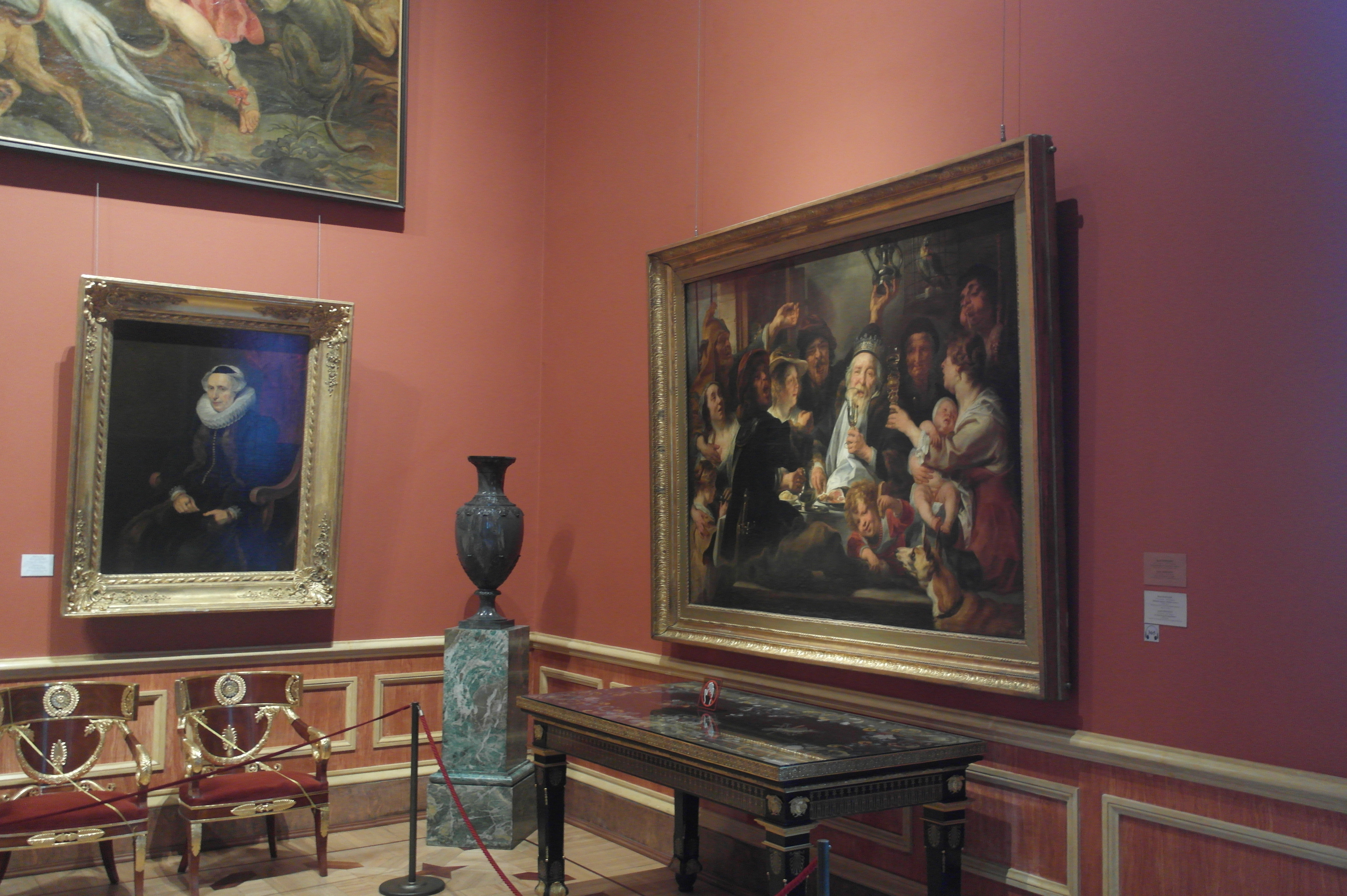
Peinture dans la salle 248 du Nouvel Ermitage

L'histoire ancienne du tableau est inconnue. Le 18 août 1762, il passe à la vente aux enchères Wirmann à Amsterdam, le 25 août 1773, il est de nouveau mis aux enchères lors de la vente de la collection de J. van der Mark. À la fin du XVIIIe siècle, le tableau figure dans la collection du prince Alexandre Bezborodko. C'est Nikolaï Kouchelev-Bezborodko (ru),  qui en hérite et le lègue au musée de l'académie russe des arts (ru). En 1905, le restaurateur Oumetski le transfère sur une nouvelle toile.
En 1922, le musée de l'académie des arts ferme ses portes et la plupart de ses peintures, y compris Le Roi des haricots, sont transférées au musée de l'Ermitage. Le tableau est exposé dans le bâtiment du Nouvel Ermitage, dans la salle 248.

## Sur le même sujet
Jordaens a créé plusieurs versions du tableau.

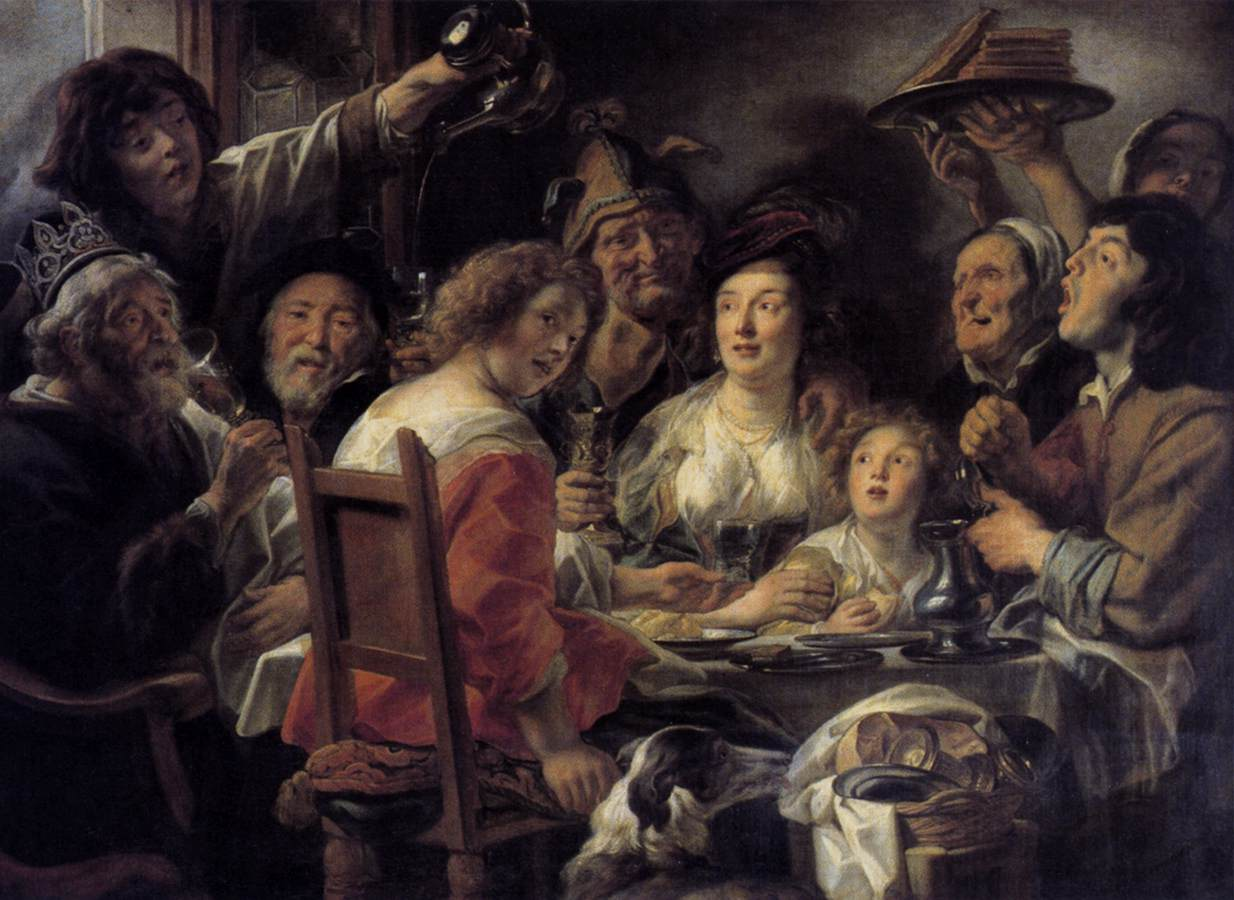
Version du Louvre
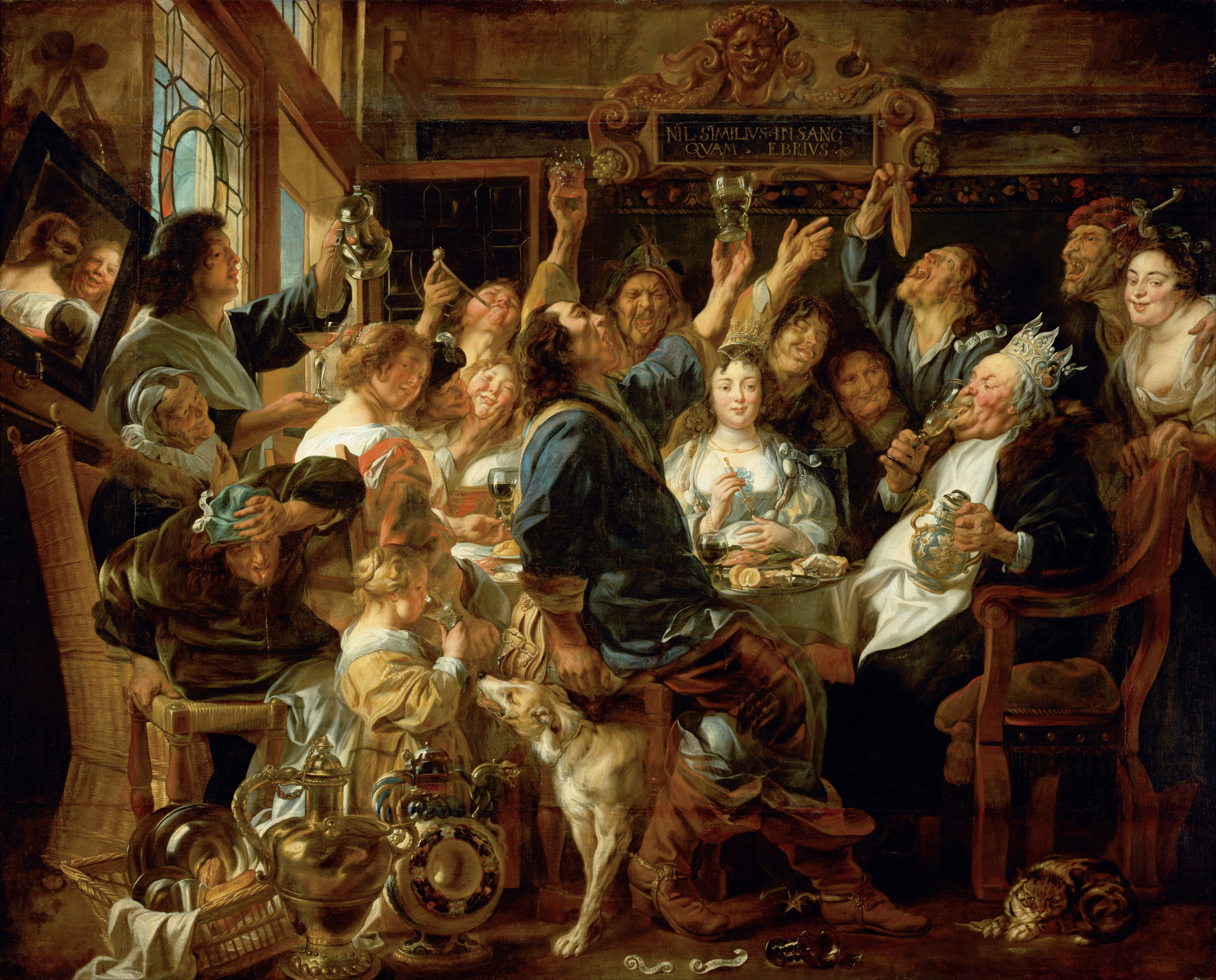
Version du Musée d'Histoire de l'art de Vienne
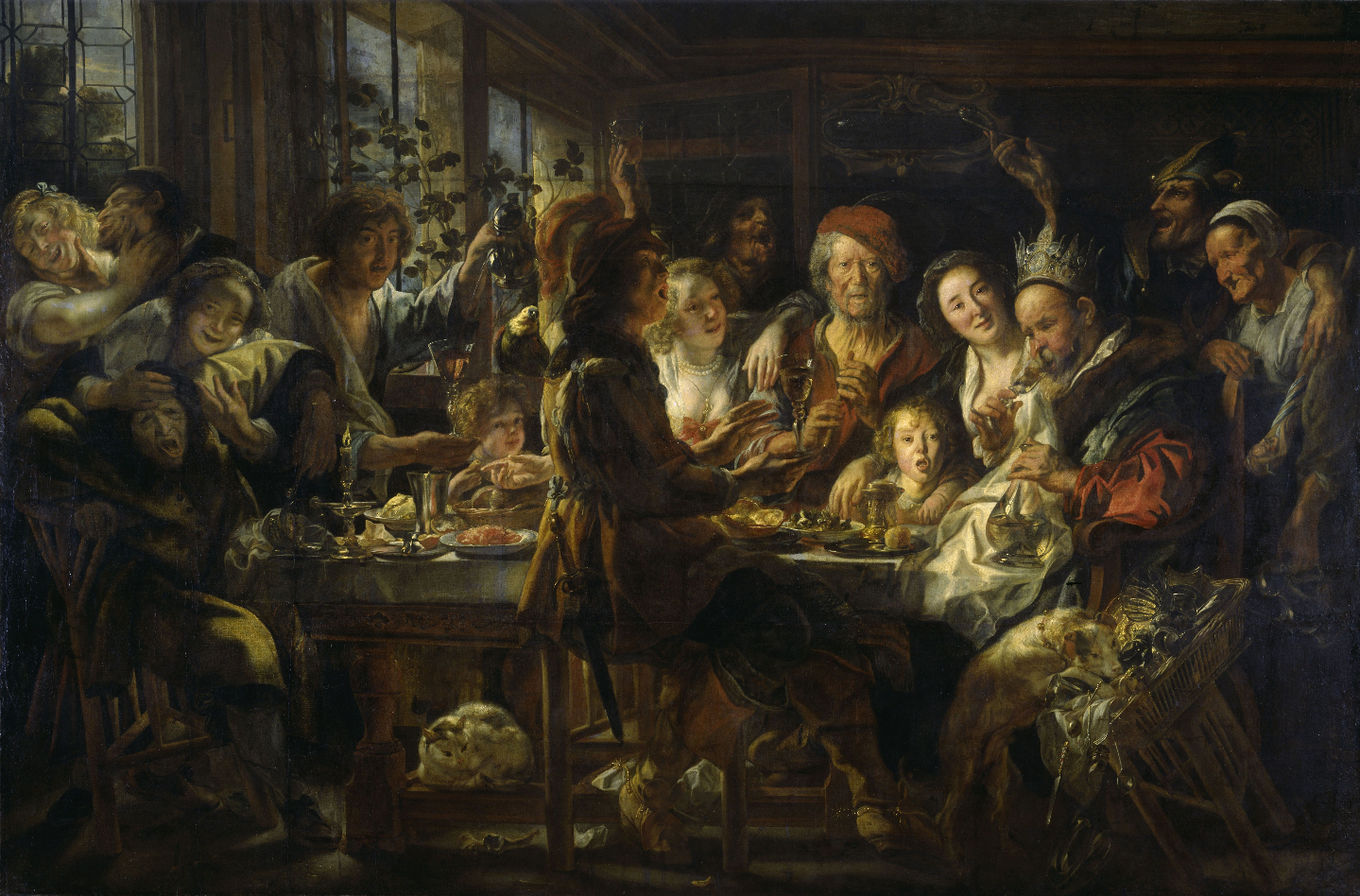
Version du musée de Cassel
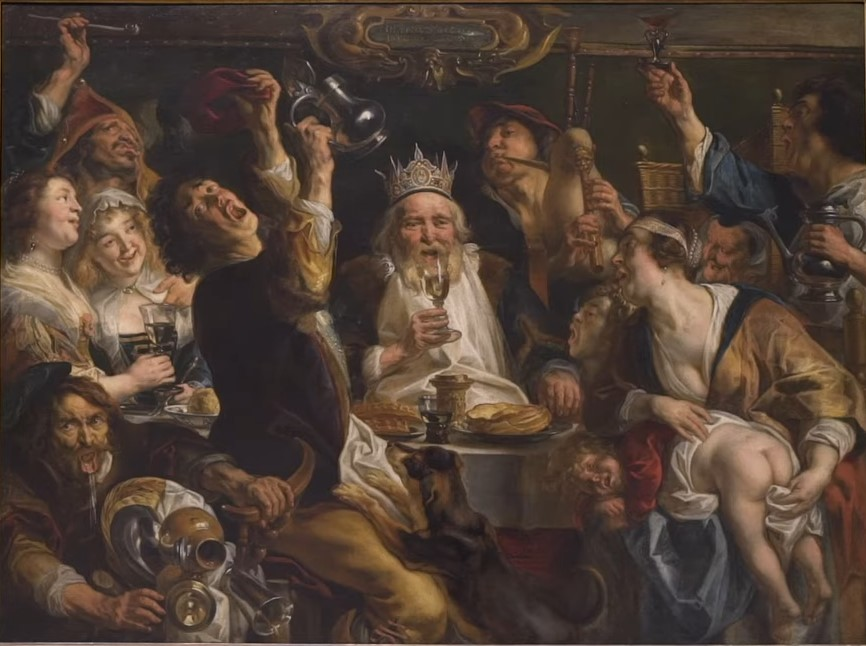
Version des musées royaux des beaux-arts de Belgique